# تسارکوا
تسارکوا (به بلغاری: Tsarkva) یک منطقهٔ مسکونی در بلغارستان است که در شهرستان بالچیک واقع شده‌است.